# Concistori di papa Alessandro II

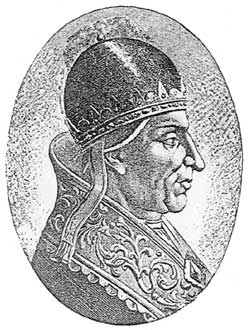
Papa Alessandro II

Questa voce raccoglie l'elenco completo dei concistori per la creazione di nuovi cardinali presieduti da papa Alessandro II, con l'indicazione di tutti i cardinali creati di cui si hanno informazioni documentarie (45 nuovi cardinali in 12 concistori). I nomi sono posti in ordine di creazione.

## 1061 (I)
- Romano, creato cardinale presbitero di San Clemente (morto nel 1063)
- Emanno, creato cardinale presbitero forse dei Santi Quattro Coronati (morto dopo luglio 1088)
- Udeberto, creato cardinale diacono (diaconia ignota)
- Leone, O.S.B.; creato cardinale diacono di Santa Maria in Cosmedin (morto nel 1088)

## 1062 (II)
- Pietro, creato cardinale vescovo di Frascati (morto prima del 1065)
- Ubaldo, creato cardinale vescovo di Sabina ( morto nell'ottobre 1071)
- Bonifazio, creato cardinale presbitero di San Marco (morto ca. 1088)
- Ademaro, O.S.B.Cas..; creato cardinale presbitero di Santa Prassede (morto ca. 1073)
- Pietro, creato cardinale presbitero di Santa Susanna (morto prima del 1099)
- Anselmo da Baggio, vescovo di Lucca, nipote di Sua Santità; creato cardinale presbitero (titolo ignoto) (morto nel marzo 1086); santo
- Teodino Sanseverino, O.S.B.Cas., canonico della Cattedrale Lateranense; creato cardinale diacono (diaconia ignota) (morto nell'agosto 1099)
- Pietro, creato cardinale diacono di Sant'Adriano al Foro (morto nel 1120)

## 1063 (III)
- Ponone, creato cardinale presbitero del titolo di Sant'Anastasia (morto nel 1073)
- Attone, creato cardinale presbitero (titolo ignoto) (morto prima di dicembre 1083)
- Hugues, priore del monastero di Saint-Marcel-lès-Chalon (Borgogna); creato cardinale presbitero (titolo ignoto) (morto nell'ottobre 1106)

## 1065 (IV)
- Leoperto, creato cardinale vescovo di Palestrina (morto agli inizi del 1069)
- Giovanni, creato cardinale vescovo di Frascati (morto nel 1088)
- Bernard de Milhau, O.S.B.; creato cardinale presbitero (titolo ignoto) (morto nel 1079)
- Pietro Atenolfo, O.S.B.Cas., abate del monastero di S. Benedetto a Salerno; creato cardinale presbitero (titolo ignoto)
- Ottaviano, creato cardinale presbitero (titolo ignoto)

## 1066 (V)
- Giovanni, creato cardinale vescovo di Porto (morto prima del 1095)

## 1067 (VI)
- Gerhard, O.S.B.Clun.; creato cardinale vescovo di Ostia (morto nel dicembre 1077); beato
- Giovanni, creato cardinale vescovo di Labico (morto prima del 1080)
- Ubaldo, creato cardinale presbitero di Santa Maria in Trastevere (morto prima del 1077)
- Bernardo, creato cardinale presbitero dei Santi XII Apostoli (morto prima del 1073)
- Giovanni, creato cardinale presbitero di San Ciriaco

## 1068 (VII)
- Basilios, creato cardinale vescovo di Albano (morto ca. 1074)
- Uberto Belmonte, creato cardinale vescovo di Palestrina (morto dopo il maggio 1082)

## 1069 (VIII)
- Pietro Orsini, creato cardinale diacono (diaconia ignota) (morto ca. 1073)

## 1070 (IX)
- Firmino, creato cardinale presbitero (titolo ignoto)
- Alberto, O.S.B.; creato cardinale diacono (diaconia ignota) (morto nel gennaio 1116)

## 1072 (X)
- Pietro Igneo Aldobrandini, O.S.B.Vall.;  creato cardinale vescovo di Albano (morto nel gennaio 1087); beato
- Guitmond, O.S.B.; creato cardinale presbitero (titolo ignoto) (morto nel 1084)
- Paolo Boschetti, creato cardinale diacono di Sant'Adriano al Foro (morto nel 1073)
- Nicola, abate del monastero di S. Silvestro in Capite (Roma); creato cardinale diacono (diaconia ignota)
- Nicola, abate del monastero di S. Pancrazio (Roma); creato cardinale diacono (diaconia ignota)

## 1073 (XI)
- Rodolfo, creato cardinale presbitero (titolo ignoto)
- Giovanni, creato cardinale presbitero dei Santi XII Apostoli (morto prima del 1099)
- Uberto, creato cardinale diacono (diaconia ignota)
- Roberto, creato cardinale diacono di San Teodoro (morto prima del 1099)
- Arduino, creato cardinale diacono dei Santi Cosma e Damiano (morto ca. 1099)

## Data incerta (XII)
- Ferdinando, creato cardinale presbitero (titolo ignoto)
- Ugo, creato cardinale presbitero (titolo ignoto)
- Ugo, creato cardinale presbitero di Santo Stefano al Monte Celio
- Curione, creato cardinale presbitero di San Vitale (morto prima del 1099)